# Туров, Борис Исаакович
Борис Исаакович Туров (настоящая фамилия Гольденшлюгер; 31 октября 1924, Тульчин — 1 августа 2010, США) — советский и российский шахматный литератор, журналист. Заслуженный работник культуры Российской Федерации.

## Биография
В 17 лет ушёл добровольцем на фронт. Трижды был ранен, награждён Орденом Славы и медалью «За отвагу».
Окончил с отличием Московский институт востоковедения. Работал журналистом. Подписывался псевдонимом Туров, который впоследствии стал его фамилией. Был сотрудником журнала «Шахматы в СССР», где руководил отделом «По Советскому Союзу». Затем работал в редакции шахматной литературы издательства «Физкультура и спорт».
С 2001 года жил в США.
Автор книг о массовом спорте, футболе, шахматах. Писал также прозу и воспоминания.

## Книги
- Соревнования по футболу 1954 и 1955 гг. — М., 1955. — 80 с. В соавторстве с А. Меньшиковым.
- Физкультурники Серебрии. — М., 1955. — 63 с.
- 256 международных матчей 1957 г. — М., 1958. — 104 с. В соавторстве с Б. П. Набоковым.
- Ведущий игрок : Повесть. — М., 1962. — 192 с.
- Шахматные олимпиады. — М., 1974. — 302 с. В соавторстве с Ю. Л. Авербахом.
- Жемчужины шахматного творчества. — М., 1978. — 208 с. Переиздания: М., 1982; М., 1991. — ISBN 5-278-00269-7; Ростов н/Д, 2000. — ISBN 5-222-01375-8.
- Пять шахматных олимпиад. XXI—XXV. — М., 1984. — 288 с.
- 13 шахматных королей. — Рига, 1991.
- Среди людей наедине с собой. — М., 2001. — 253 с. — ISBN 5-93976-009-0.
- Им покорился Олимп. — М., 2006. — 221, [2] с. — ISBN 5-278-00790-7.